# Alfredo Ravasco
Alfredo Ravasco (Genova, 1873 – Ghiffa, 3 novembre 1958) è stato un orafo, gioielliere e scultore italiano nonché argentiere.

## Biografia
Studiò a Brera e apprese l'arte dell'oreficeria facendo l'artigiano in varie città italiane e straniere. Lasciò opere di valore artistico elaborando pure malachite, lapislazzuli, onice, agata, corallo..

## Opere
- tiara di Pio XI
- scrigni e teche per chiesa di San Lorenzo in Palatio ad Sancta Sanctorum di Roma
- restauro dell'altare d'oro di Vuolvinio in basilica di Sant'Ambrogio di Milano
- bastone del comando di Benito Mussolini;
- teca con capelli di Lucrezia Borgia in Pinacoteca Ambrosiana